# Polygyrinae
Polygyridae zijn een onderfamilie van weekdieren uit de klasse van de Gastropoda (slakken).

## Taxonomie
De volgende geslachten zijn in de onder familie ingedeeld:
- Daedalochila H. Beck, 1837
- Erectidens Pilsbry, 1953
- Giffordius Pilsbry, 1930
- Linisa Pilsbry, 1930
- Lobosculum Pilsbry, 1930
- Millerelix Pratt, 1981
- Polygyra Say, 1818
- Praticolella E. von Martens, 1892
- Trifaux H.B. Baker, 1935

### Synoniemen
- Acutidens Pilsbry, 1956 => Linisa Pilsbry, 1930
- Anchistoma H. Adams & A. Adams, 1855 => Polygyra Say, 1818
- Cyclodoma Swainson, 1840 => Polygyra Say, 1818
- Erymodon Pilsbry, 1956 => Linisa Pilsbry, 1930
- Monophysis Pilsbry, 1956 => Linisa Pilsbry, 1930
- Praticola Strebel & Pfeffer, 1879 => Praticolella E. von Martens, 1892
- Solidens Pilsbry, 1956 => Linisa Pilsbry, 1930
- Ulostoma Albers, 1850 => Polygyra Say, 1818